# 九龍公園
九龍公園（英語：Kowloon Park）位於香港九龍尖沙咀柯士甸道22號，佔地13.3公頃，由康樂及文化事務署管理，是九龍區第三大的公園（僅次於摩士公園及荔枝角公園）。九龍公園的前身是威菲路軍營，軍營土地於1968年移交予市政局發展為文娛康樂用途，並於1970年開闢原來地址為公園。公園曾在1987年4月進行重新興建工程，新增了室內游泳池、運動場和兒童歷奇樂園等設施，工程在1989年2月1日完成。而公園內的軍營營房則被改建成博物館，並在2009年12月18日被評為一級歷史建築。

## 歷史

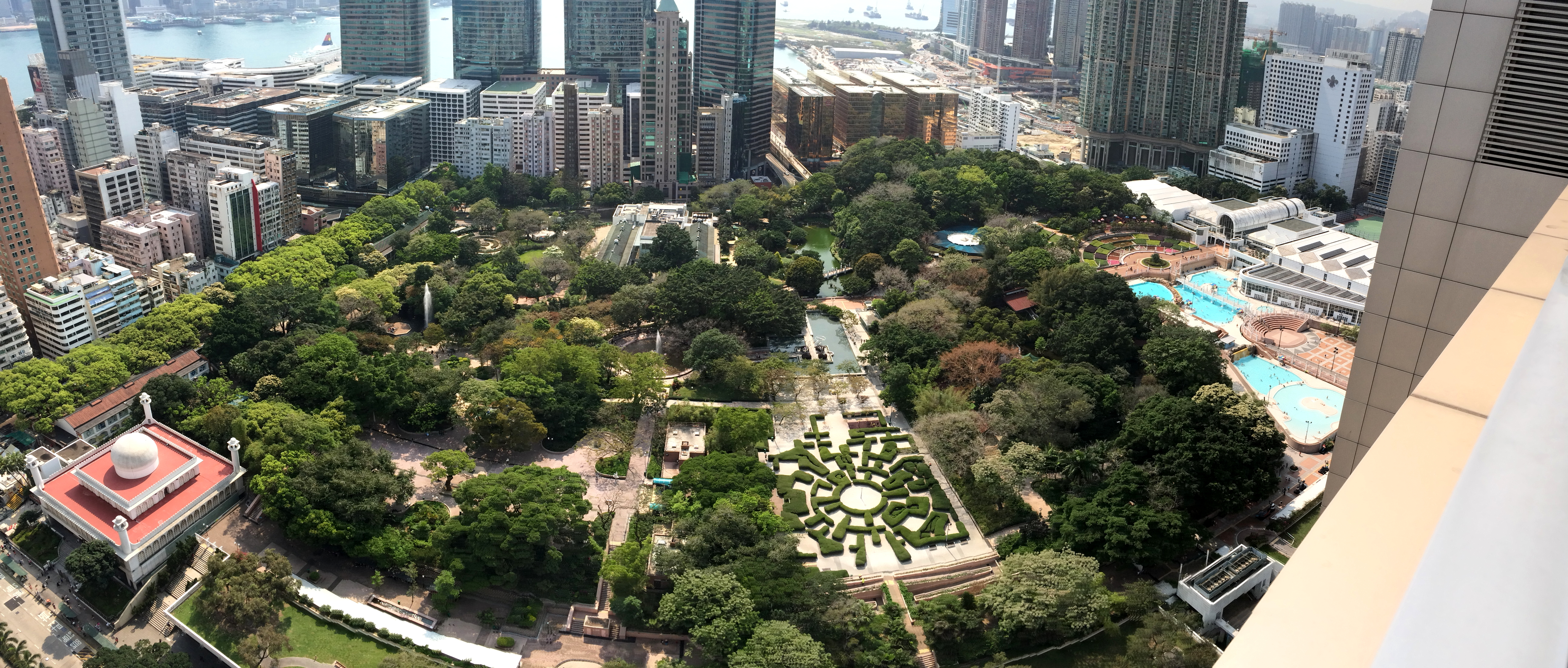
從The ONE俯瞰九龍公園

### 軍營時代
在19世紀30年代，有西方人發現維多利亞港是個理想的船隻停泊處。當時，九龍公園的所在地是個面對海港的軍事戰略重地，並興建了一个炮台。至1861年，英軍佔領九龍半島，隨即将該處改建成威菲路軍營。
第二次世界大戰後，駐港英軍在1962年表示軍營的土地可以在短期內交還給港英政府，有人建議用来興建公園和遊樂場，亦有人建議用来興建大會堂。但由於當局未能騰出土地來安置遷出後的兵房，一度令兵房的遷出遙遙無期。

### 政府將兵房改建成公園
不過經時任市政局議員沙利士連番爭取後，政府於1967年決定將兵房土地改建成大型公園，駐港英軍亦在1968年停止使用威菲路兵房，將土地交還給市政局。市政局遂於同年11月於原來地址改為興建公園，命名為九龍公園，並在1970年6月24日由第24任香港總督戴麟趾爵士主持揭幕。
在1975年到1978年，九龍公園的一部分範圍被用於建設地鐵修正早期系統（現為荃灣線的一部份），這被認為是公園開發其餘地段進展緩慢的原因。市政局也將部分責任歸咎於九龍公園徑的興建，因為當時港英政府堅持要把九龍公園徑穿過現時公園的西南部份。
當行政會議於1982年批准在九龍公園近彌敦道興建一排零售物業時，引起了爭議。此舉最初是在1976年把營房改建為公共休憩用地時提出的，市政局以及在清真寺附近生活的穆斯林社區都反對計劃。當局最後将有关土地以2.18億港元售予新世界發展興建購物街，並命名為「栢麗購物大道」，而商舖的屋頂則成為了公園的天台花園。購物大道在1986年落成。

### 再次重建和擴展公園

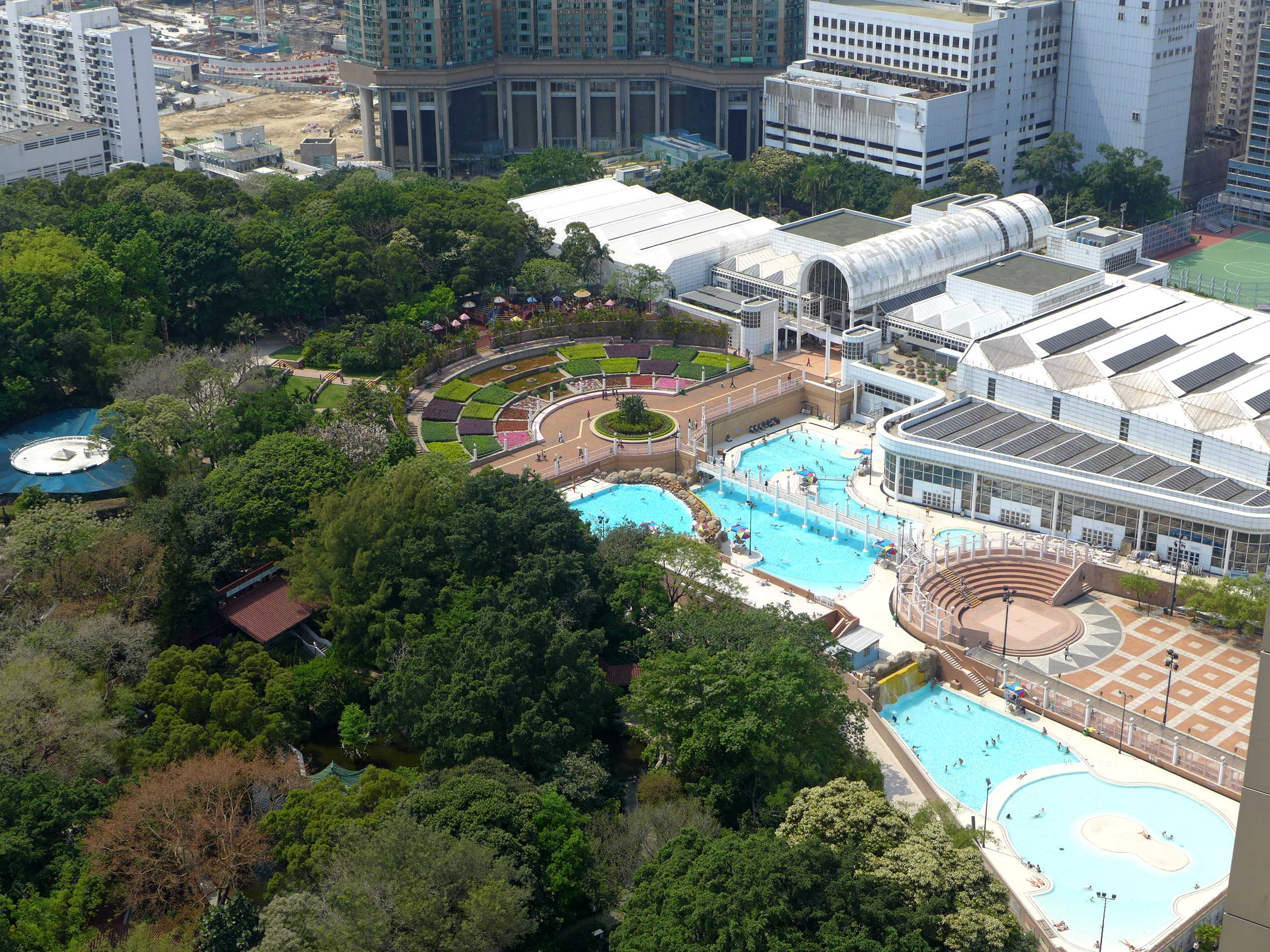
九龍公園擴展重建部分

在1987年4月，公園進行重新興建工程，把公園面積擴展至13.3公頃，並新增室內游泳池、運動場和兒童歷奇樂園等設施，工程在1989年2月1日完成，公園則在翌日重开，並由時任香港總督衛奕信主持開幕儀式，而公園的游泳池和體育館則緊接在同年9月12日啟用。
九龍公園曾經一度成為香港博物館（今香港歷史博物館）的臨時館址，該館所處的建築物原為於1910年落成之威菲路軍營S61和S62號營房，軍營停用後，市政局於1972年開始将其改建。博物館於1983年從星光行搬遷到該公園內的舊軍營內，直至1998年7月位於漆咸道南100號的新館落成為止。這兩幢建築物其後一直空置，後來在2003年經過文物復修工程，成為了今日古物古蹟辦事處的香港文物探知館，並於2005年10月正式開放。館內有專題展覽廳、演講廳、教育活動室及參考圖書館等設施。

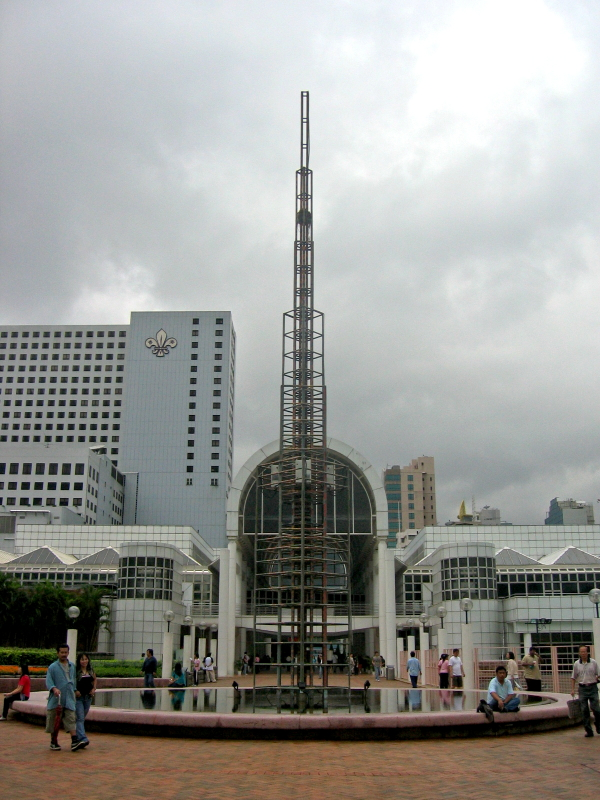
已拆卸的塔
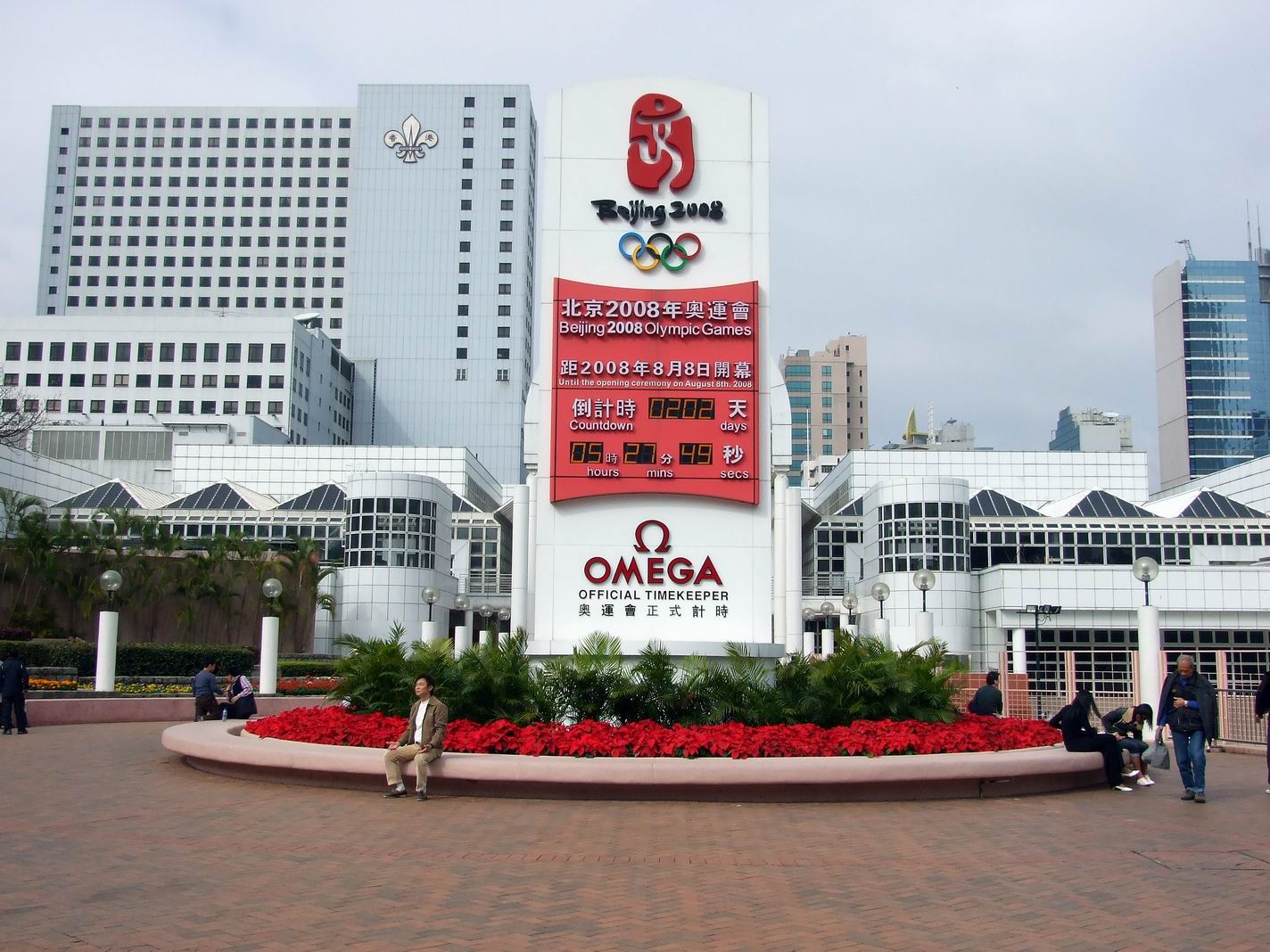
於2008年北京奥运会舉行前的倒计时牌
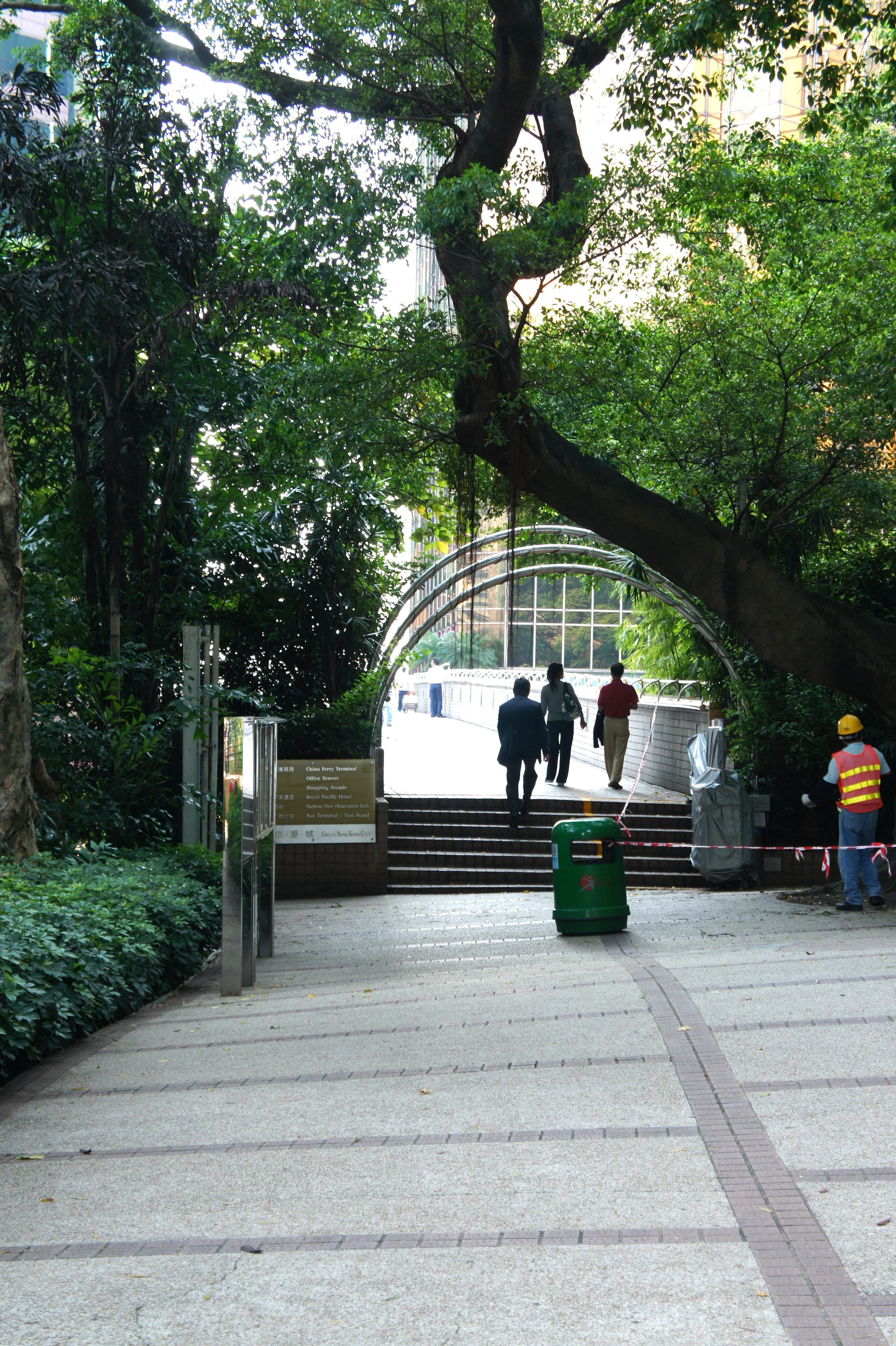
橫跨廣東道通往中港城平台的行人天橋，入口位於鳥湖的西面

## 設施

### 博物館
威菲路軍營停止使用後，港英政府保留了軍營的S4、S58、S61和S62號營房，當中S4號營房為現時由食物環境衛生署營運的衛生教育展覽及資料中心現址，於1997年5月17日啟用；S58號營房為現時香港歷史博物館的藏品庫；而S61和S62號營房為現時由古物古蹟辦事處營運的香港文物探知館，於2005年10月啟用。在2009年12月18日，四座營房被評為一級歷史建築。

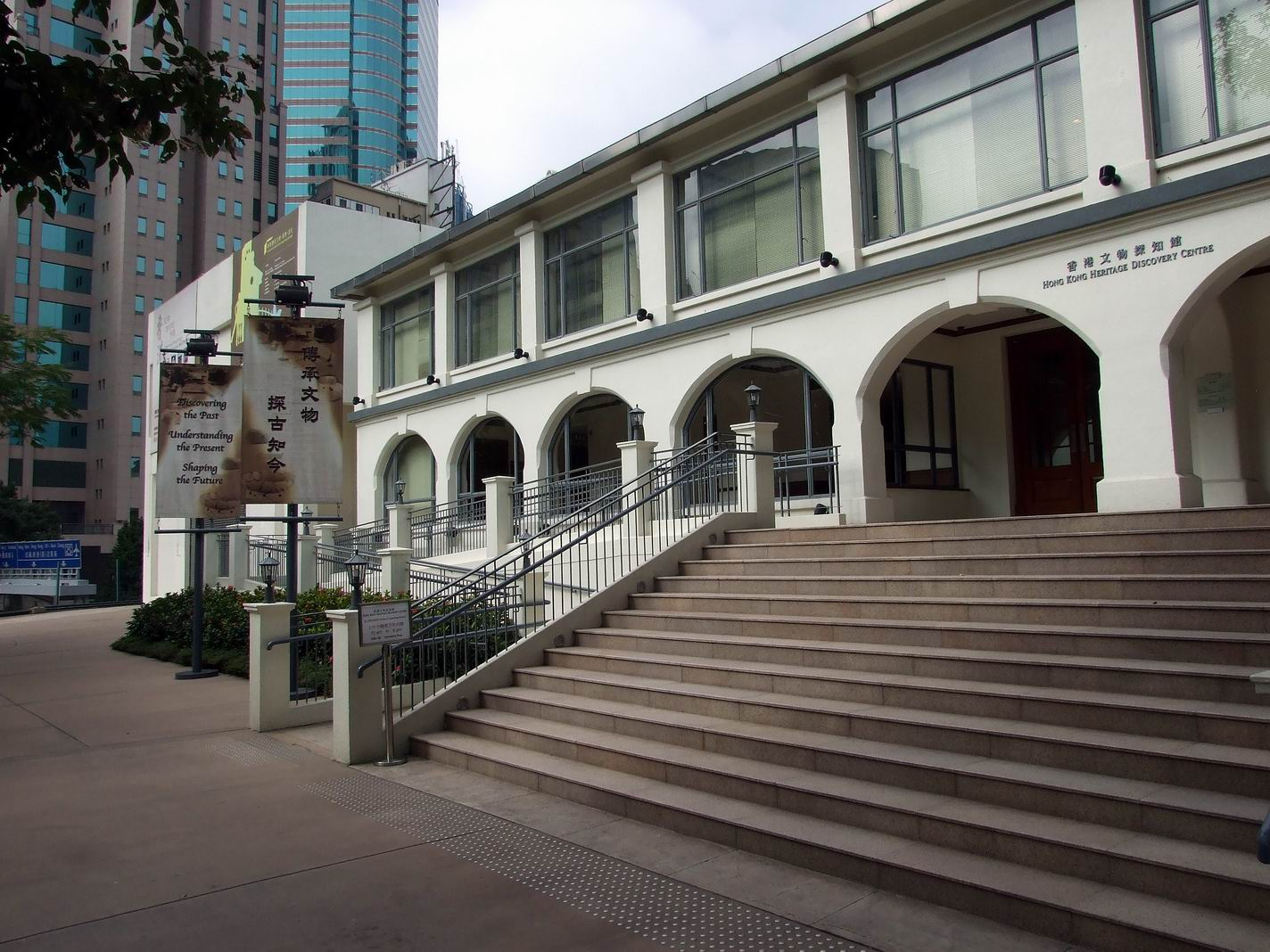
香港文物探知館
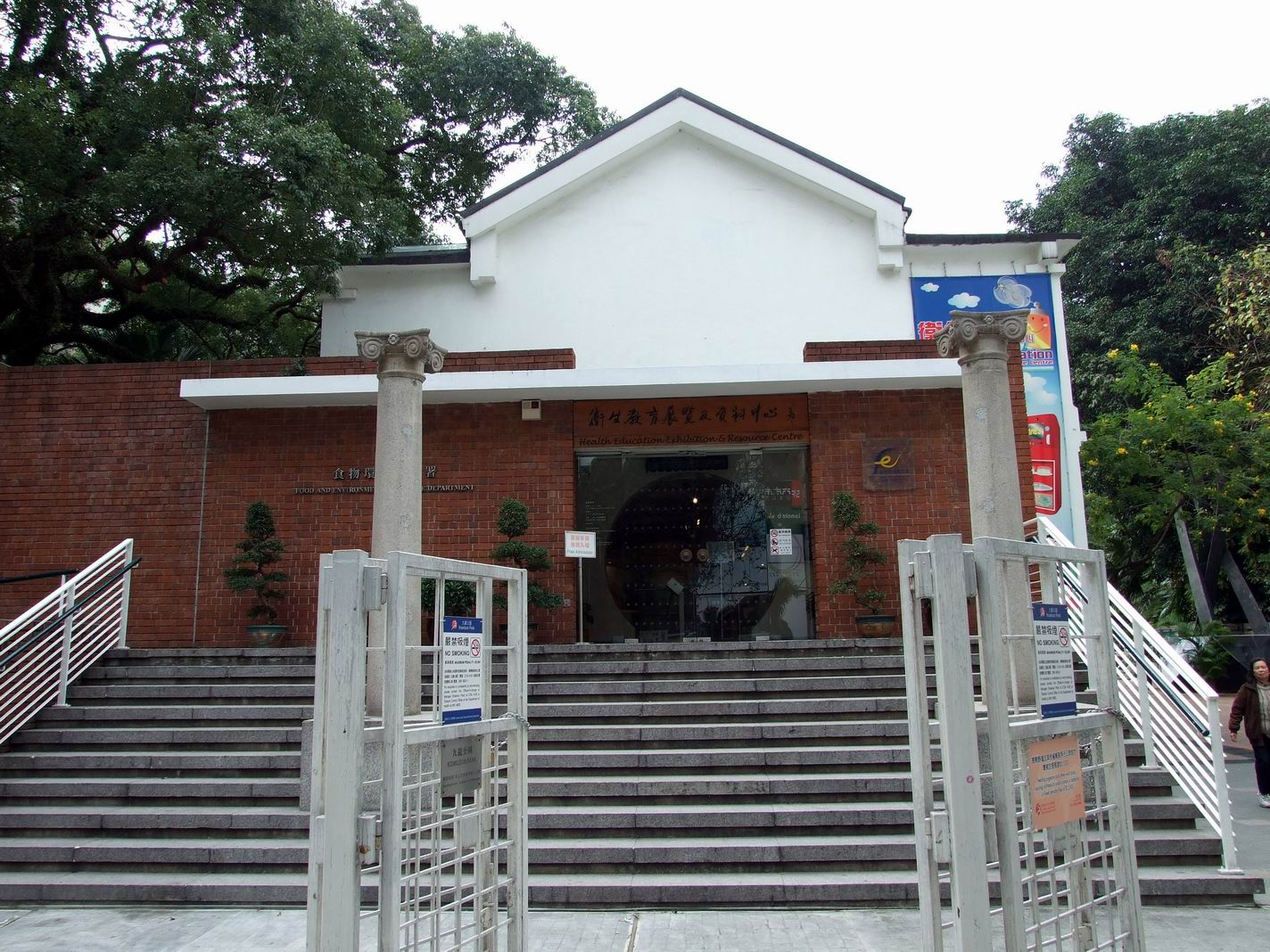
衞生教育展覽及資料中心

### 香港漫畫星光大道
香港漫畫星光大道位於公園功夫閣和藝趣坊之間，全長約100米，於2012年9月28日啟用。大道展出24座本地原創漫畫角色彩繪雕塑和10位本地漫畫家的銅製手印，並設有「漫畫歷史及發展廊」及「漫畫教育廊」，展示香港漫畫發展史、漫畫製作過程、工具、漫畫家工作室情景及漫畫原稿等。

### 運動設施
九龍公園游泳池位於公園大樓東翼，設有4個戶內暖水泳池及4個戶外泳池。戶內泳池包括符合國際奧林匹克標準的50米主池、25米訓練池、20米跳水池與及嬉水池。主池可以調校深度，為全香港首創，並設有先進的計時設備，備冷氣設的觀眾席可容納1,689人。戶外的3個嬉水池由一系列瀑布連接，另有一個可供日光浴的戲水池供嬰兒及小孩耍樂。
九龍公園體育館位於公園大樓西翼，佔地3,600平方米，內有1個佔地1,760平方米多用途主場（可分成3個排球場或籃網球場、12個羽毛球場或1個手球場）、3个壁球室，以及健身室、舞蹈室、活動室和副場各一。
此外，九龍公園亦設有有一個硬地小型足球場暨手球場，設有泛光燈可供晚間比賽，每日早上7時至晚上11時開放。

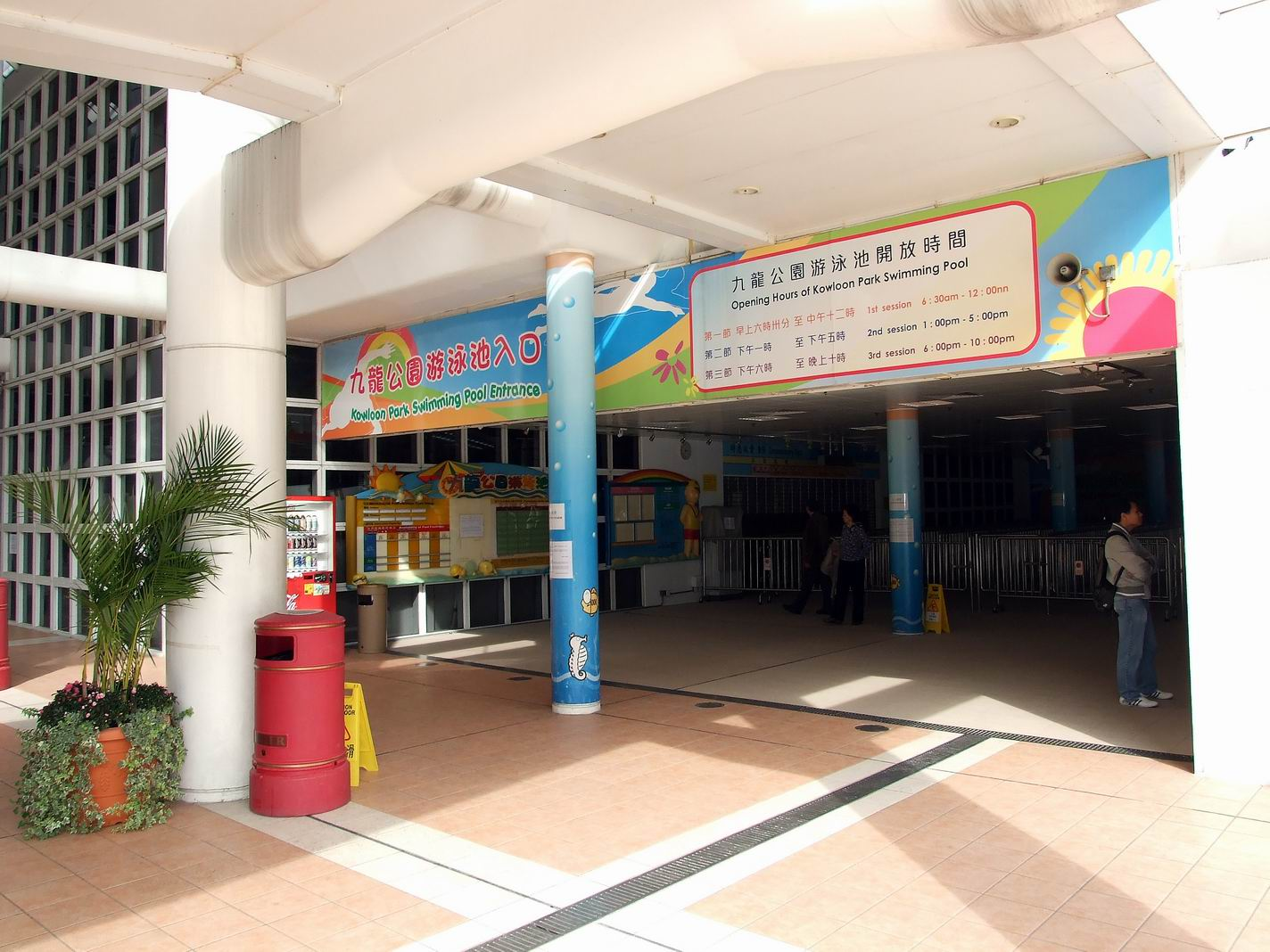
九龍公園游泳池入口
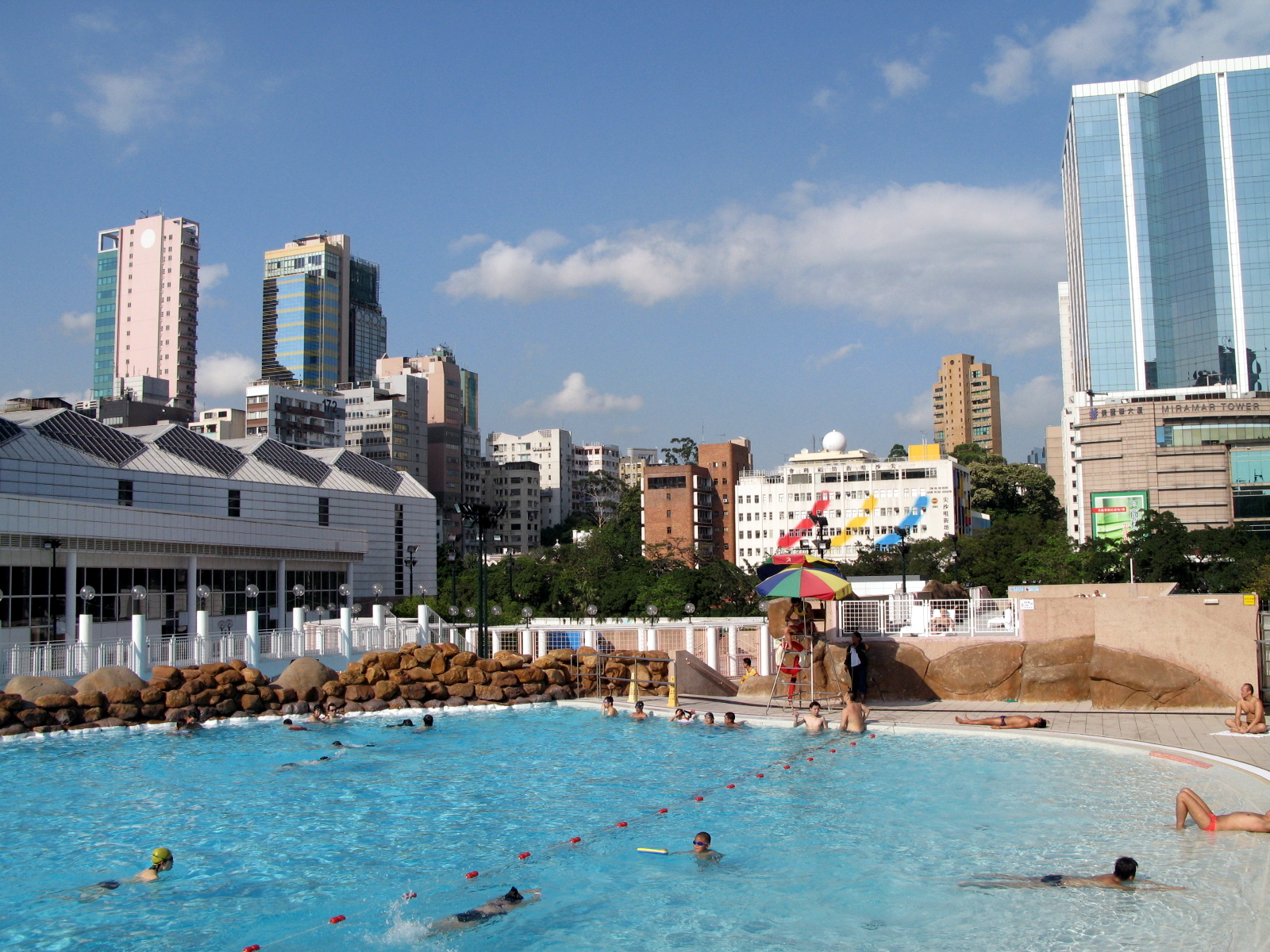
九龍公園戶外游泳池
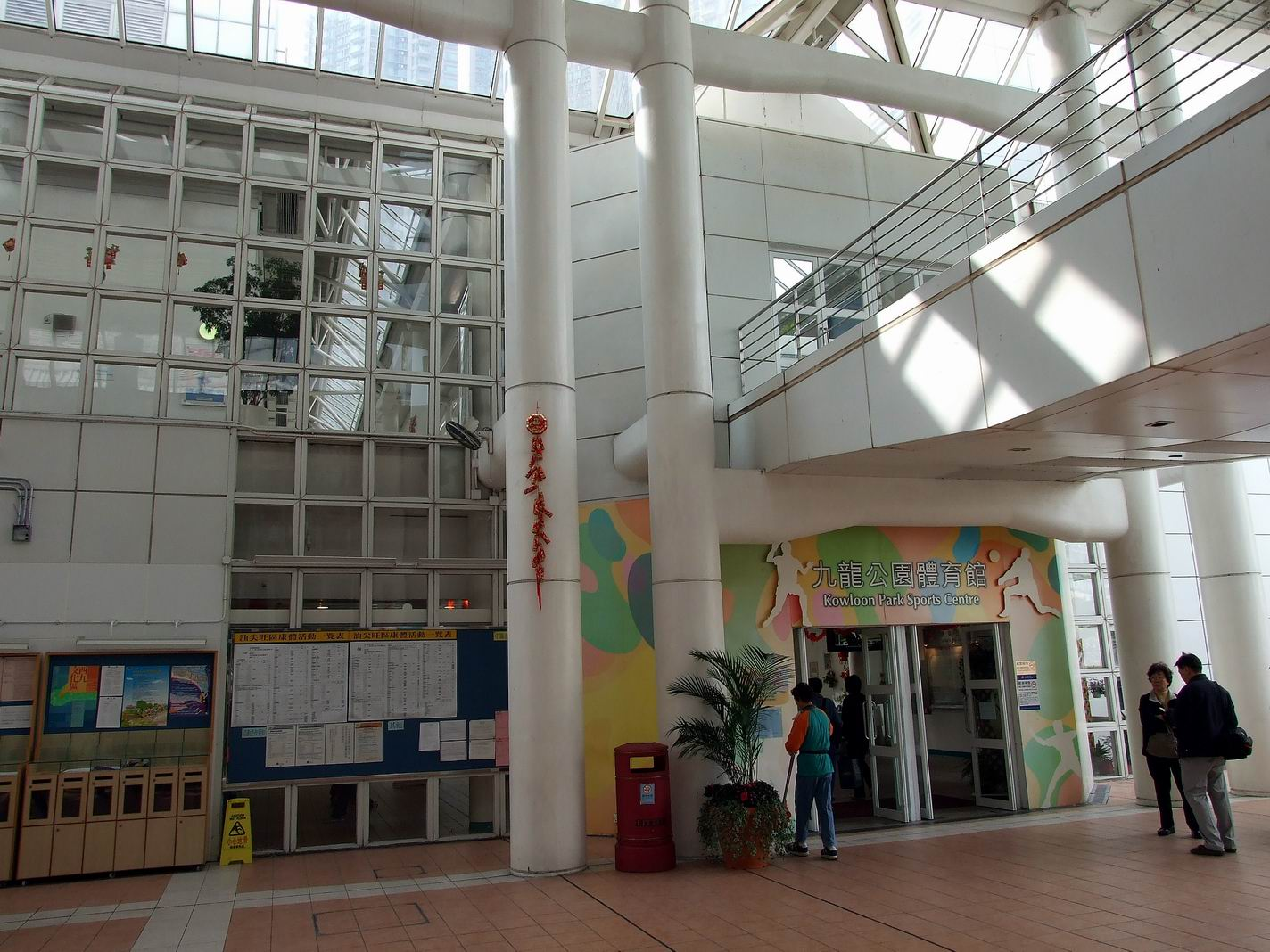
九龍公園體育館入口

### 康樂設施
公園設有三個康樂設施，包括兒童遊樂場、由公園內的原有炮台改建而成的兒童歷奇樂園和面積約800平方米、由竹編圍牆組成的迷宮花園，全部設施都是在公園重建时增添的。

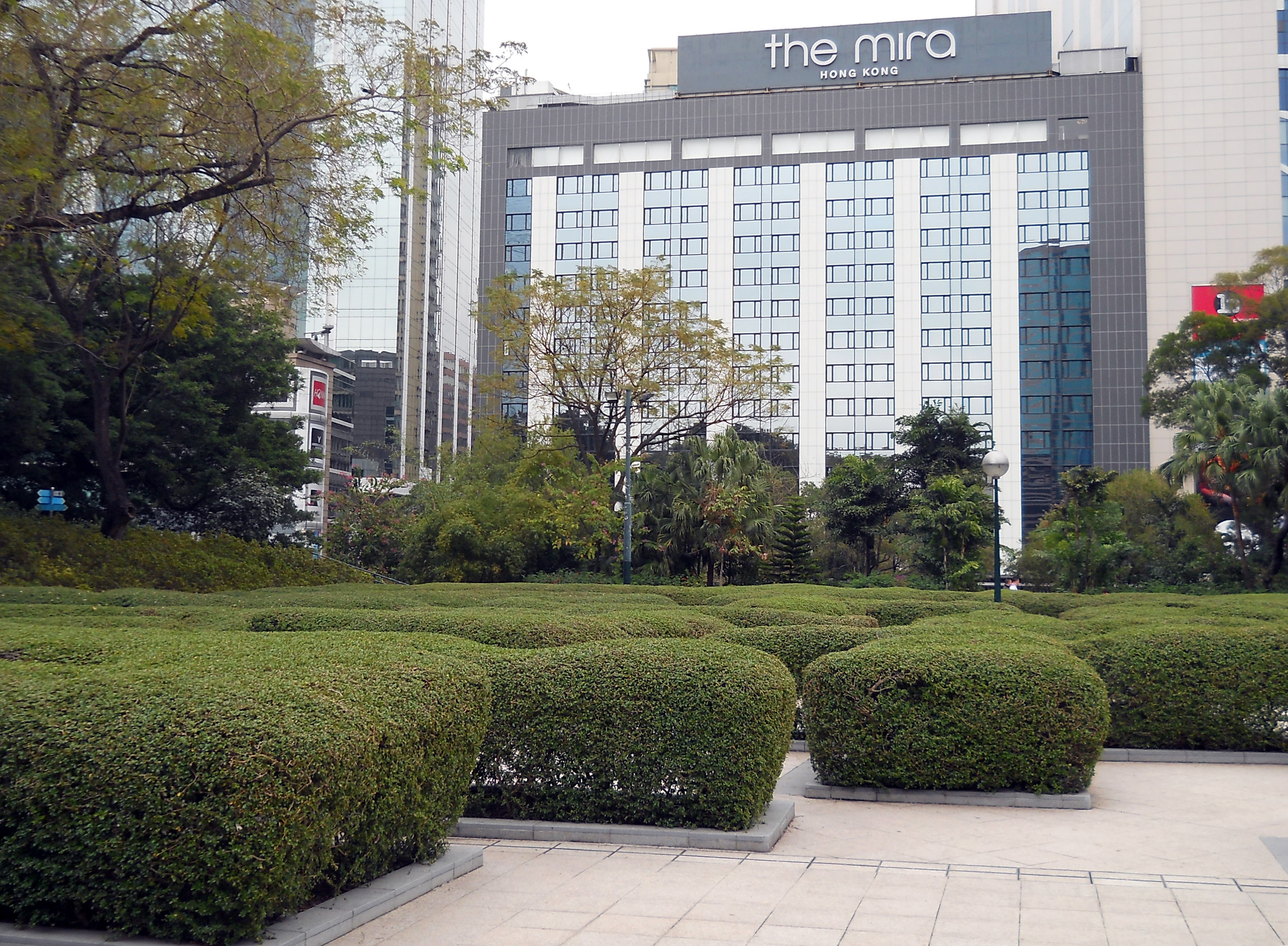
迷宮花園
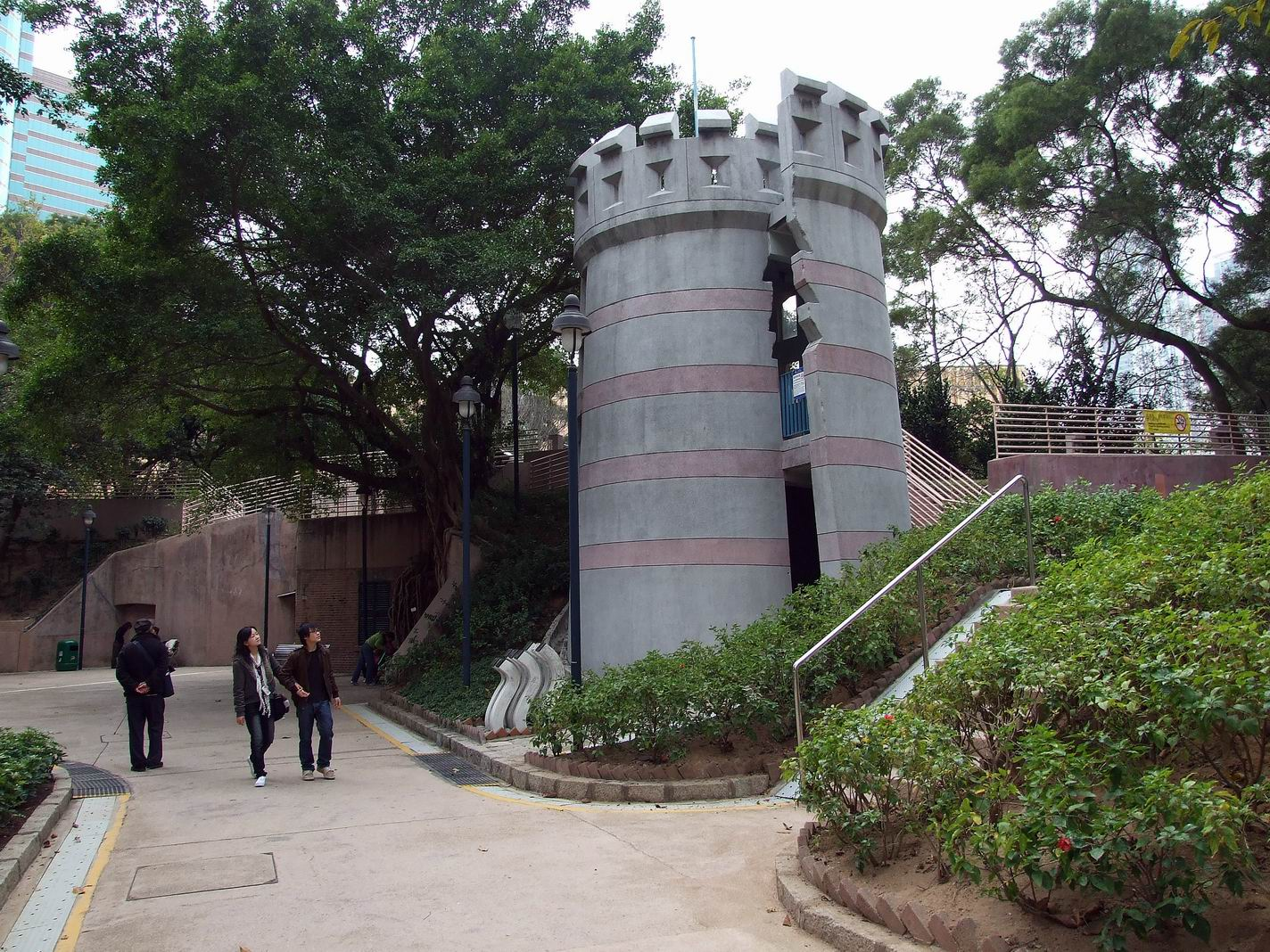
兒童歷奇樂園

### 藝趣坊攤檔
九龍公園長廊逢星期日及公眾假期下午一時至七時設有售賣工藝品、傳統書法、繪畫、紙艺和草編等的攤檔，不僅可提高香港的文化藝術氣息，亦可增加公園遊人的遊園樂趣。

### 園景區
公園內的鳥湖前身是第一代的兒童遊樂場，在1989年改建為鳥湖，佔地面積約1,000平方米。水禽湖內包括了兩個池塘－大型紅鸛池塘和較小的水禽池塘，合共飼養了5個不同品種的130多隻雀鳥。此外，公園鳥湖側還種稙了石牆樹；而公園內的百鳥苑設有7個籠舍，飼養24個品種合共90多隻雀鳥，包括藍黃麥鳥鷎、紅綠麥鳥鷎、維多利亞鳳冠鳩及尼柯巴鳩等，於1980年6月21日在市政局主席沙利士主持下开幕；中國式花園則仿照中式園林，設有一個兩層的荷花池，池中更建有古色古香的中國式涼亭，園內並設有卵石路步行徑。
公園內設有雕塑廊和雕塑園，面積1,900平方米，分為兩部分：第一部分是由香港及外國年青藝術家創作的12件雕塑作品供長期展出；另一部分為8個小園地，用作輪流或短期陳列著名藝術家的雕塑作品。園內一件主要的雕塑「牛頓的構思」便是由雕塑家愛德華多·包洛奇爵士的作品。
此外，公園近小型足球場觀眾席種有一棵細葉榕，是全香港最大、樹幹最粗的榕樹，高15米，樹冠闊20米，樹幹直徑4米，樹齡超過200年，在1997年被選為「香港樹王之王」，亦是康文署古樹名木之一。九龍公園於1989年重建時令到部分樹根部受到創傷，加上重建後，榕樹周邊鋪上地磚，妨礙空氣和水份滲透入泥土中，影響了樹木根部的呼吸和發展，亦令榕樹受到真菌的感染。於2007年8月13日下午1時15分，在連續遭受颱風吹襲和大雨沖擊後，其中三分一的樹幹向旁邊的足球場看台塌下。康文署事後以鋼纜鞏固其餘尚未倒塌的樹幹，雖然有樹木專家指樹王狀態有改善，但在2015年仍被列作18棵擬將移除古樹之一。
政府亦於2005年在九龍公園近海防道的入口闢建長約240米的樹木研習徑，並種植了35棵香港最常見顯花品種的樹木，供市民觀賞。

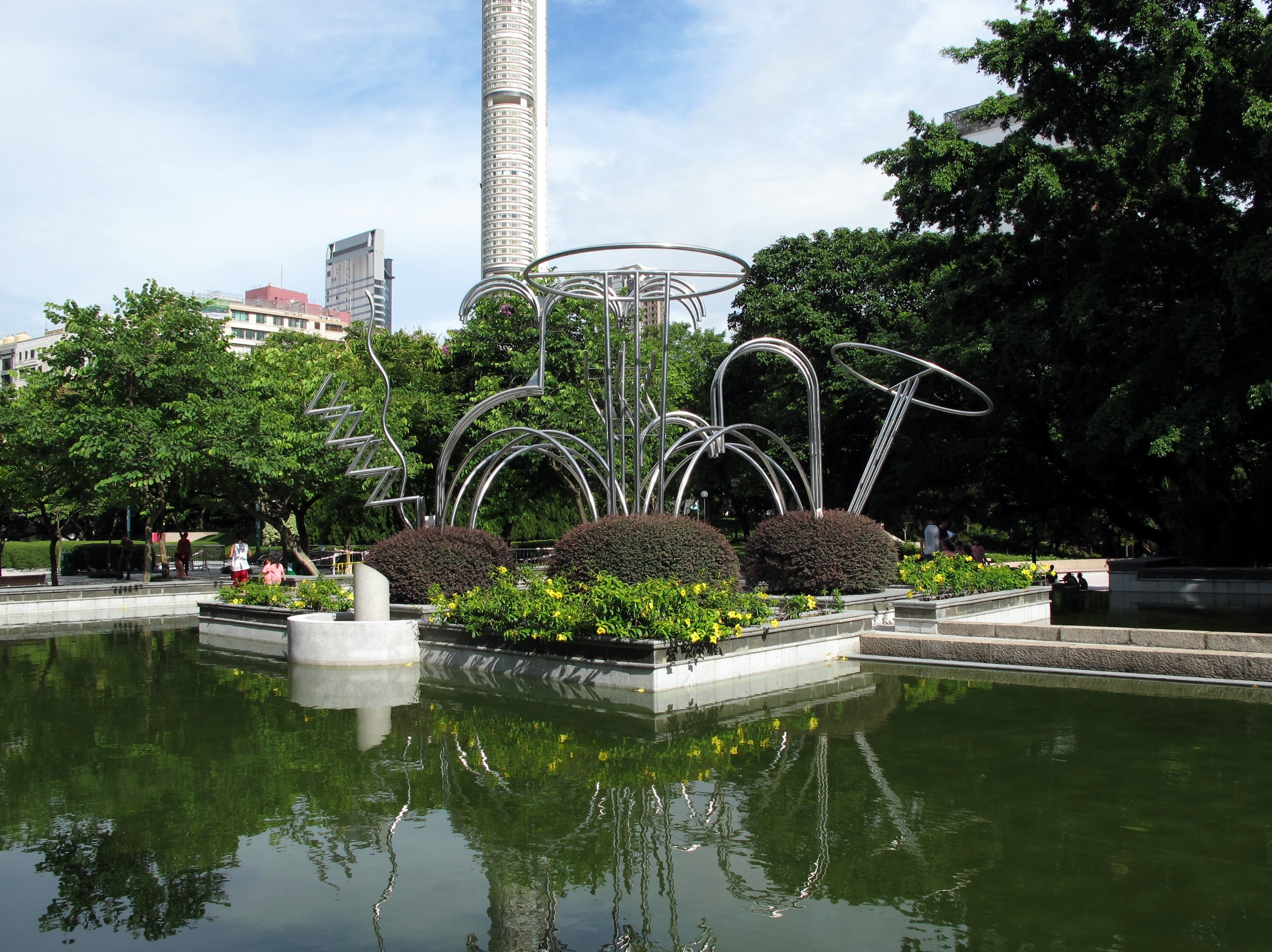
湖心亭
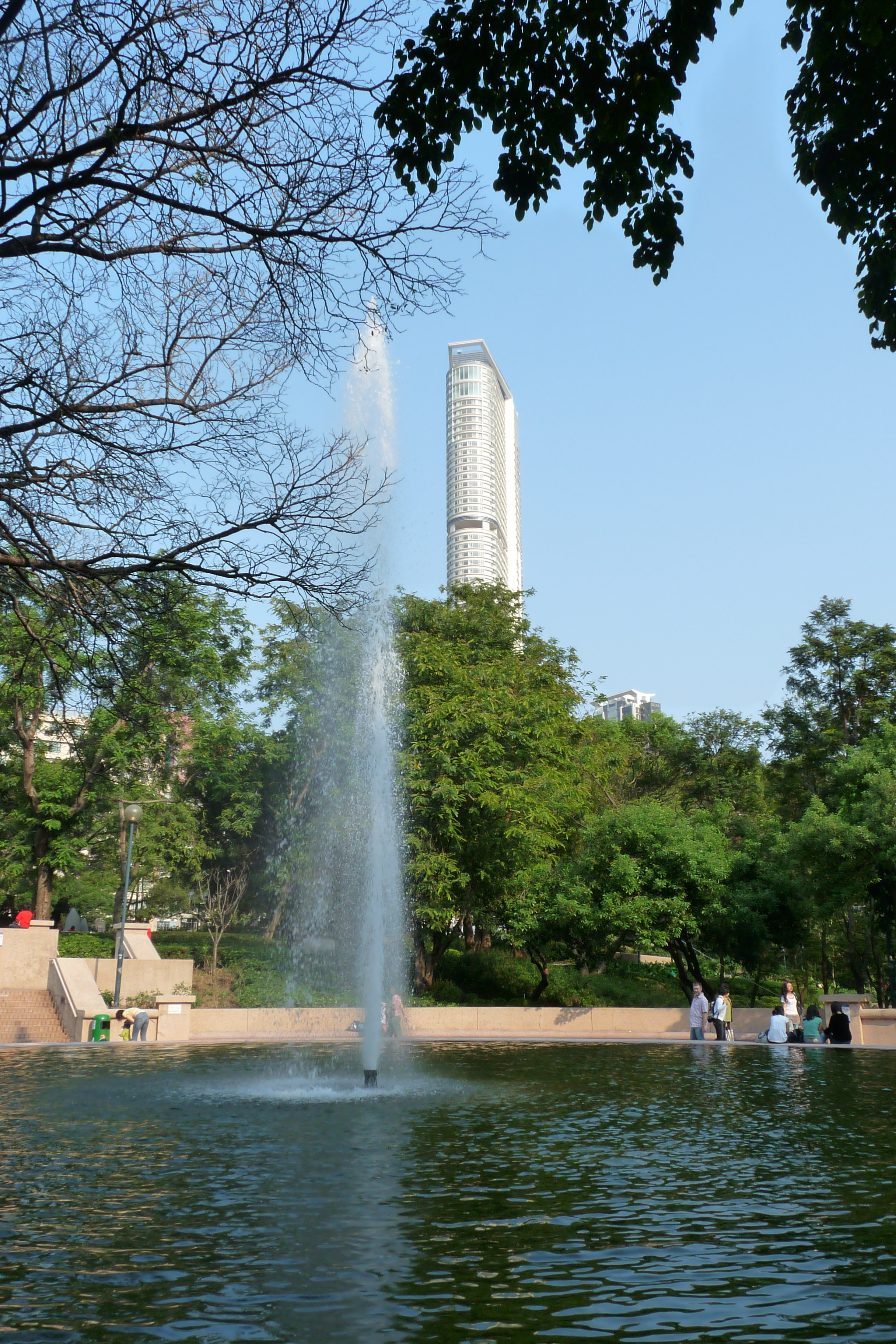
水景花園
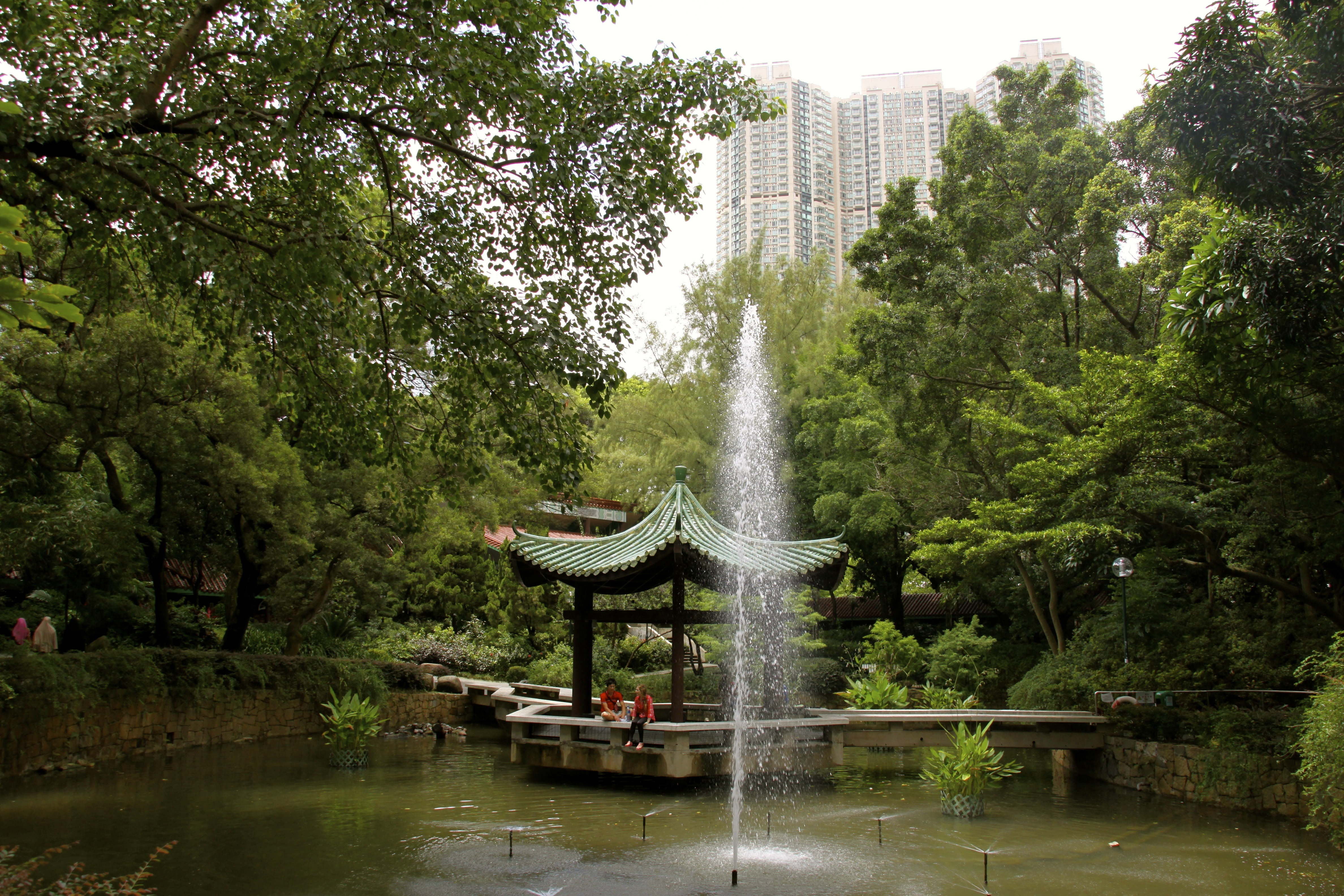
中國式花園
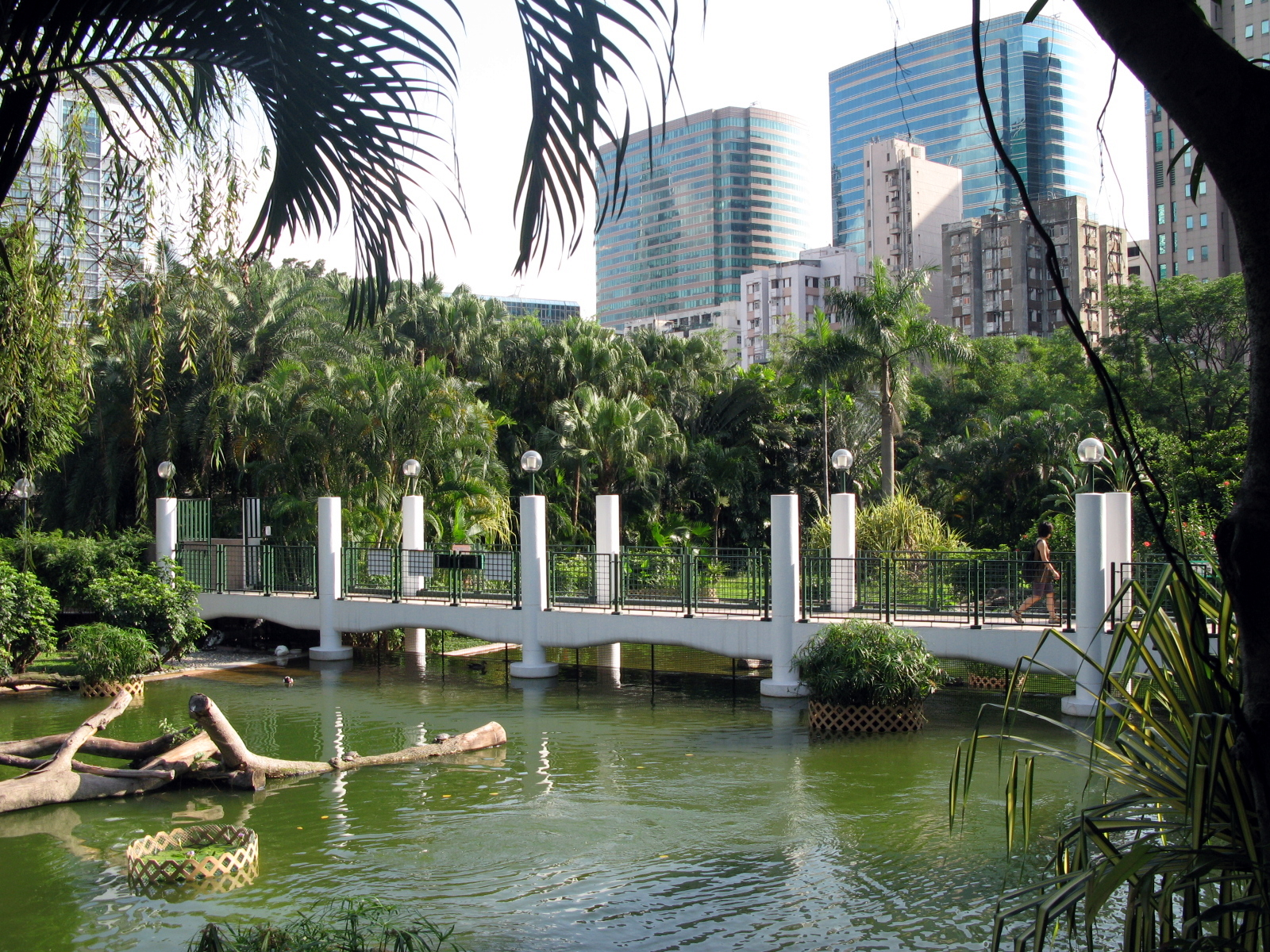
鳥湖
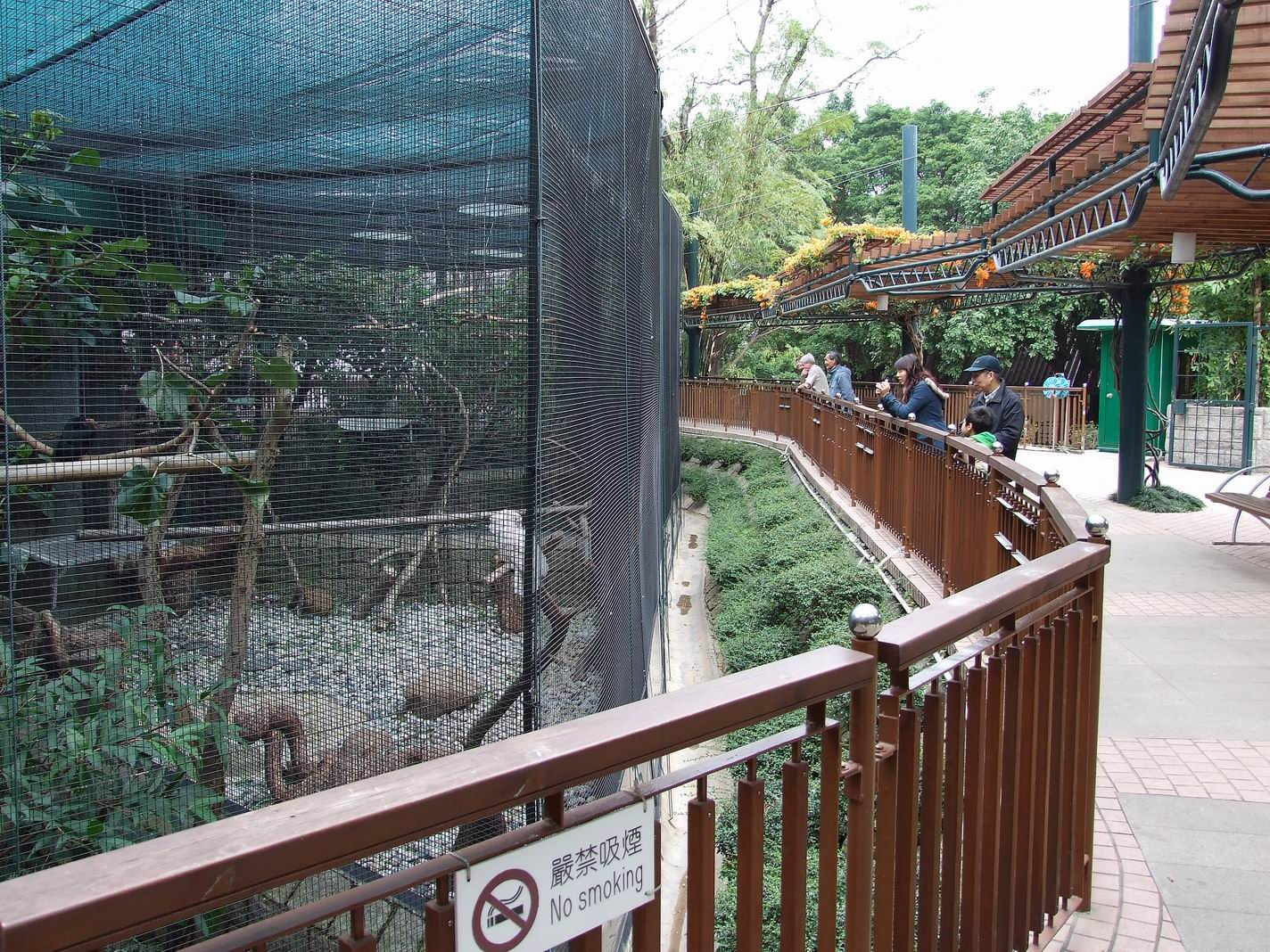
百鳥苑
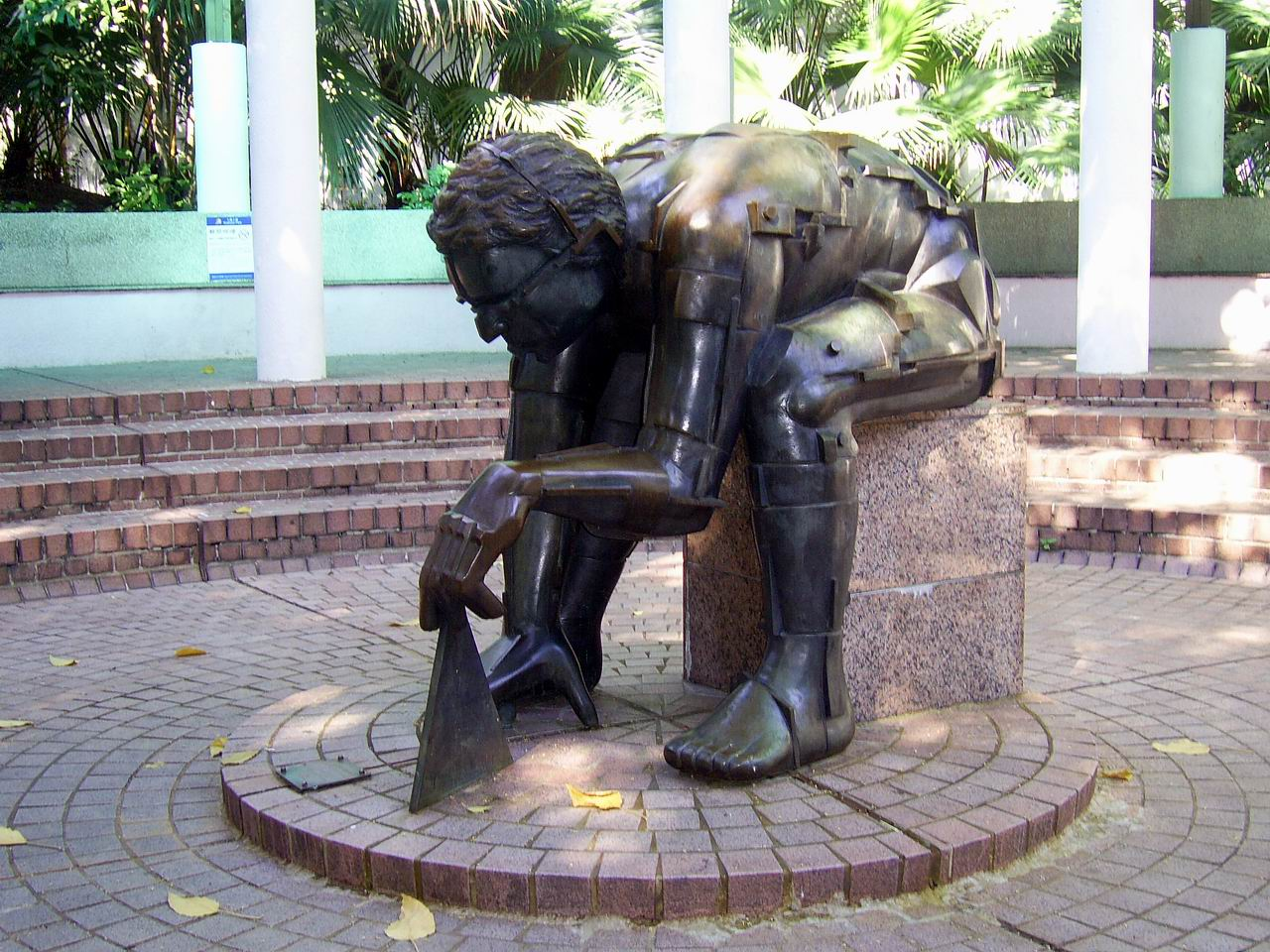
由雕塑家鮑洛齊創作的「牛頓的構思」
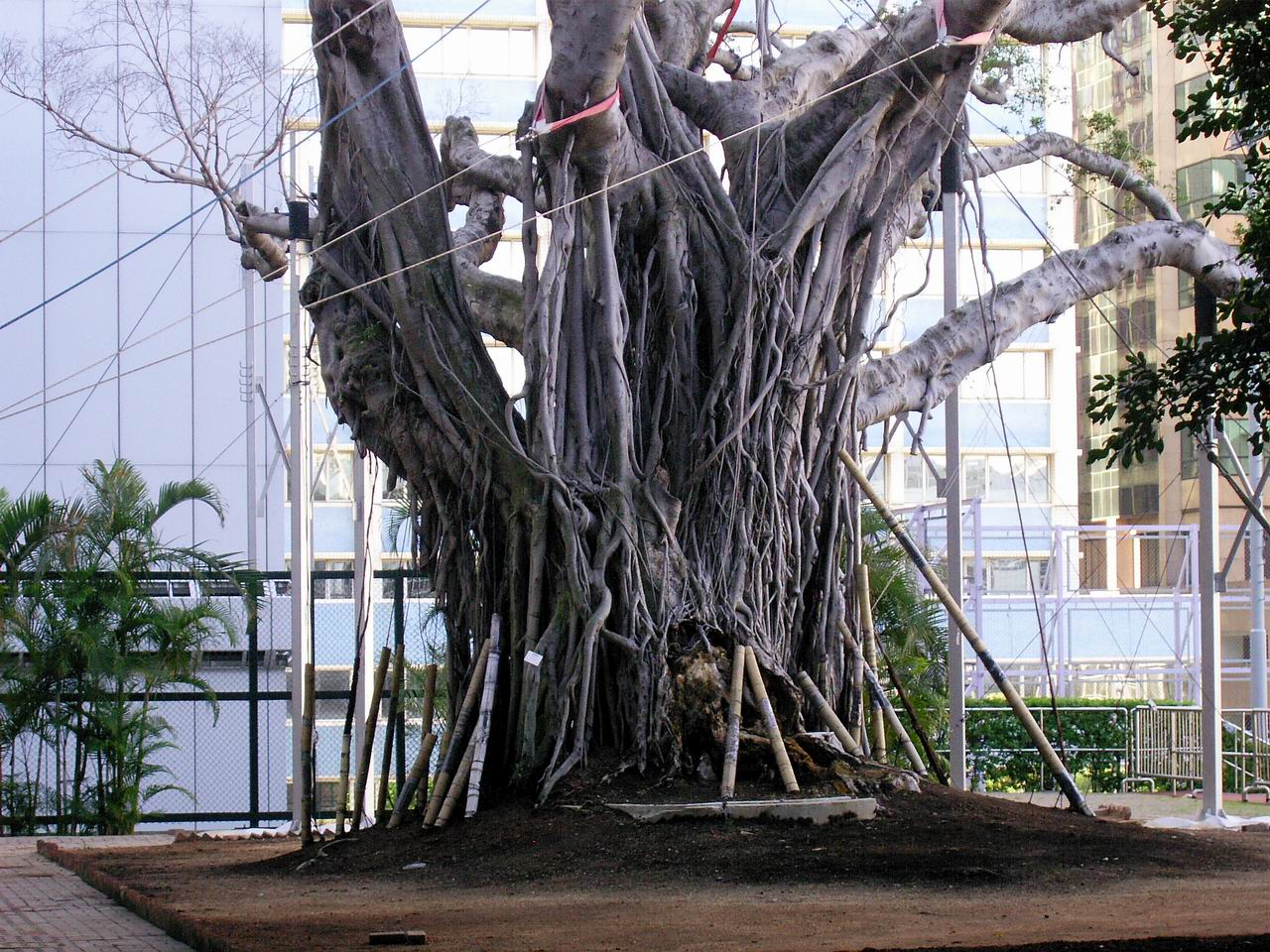
榕樹王局部倒塌後，當局以鋼纜來鞏固樹幹
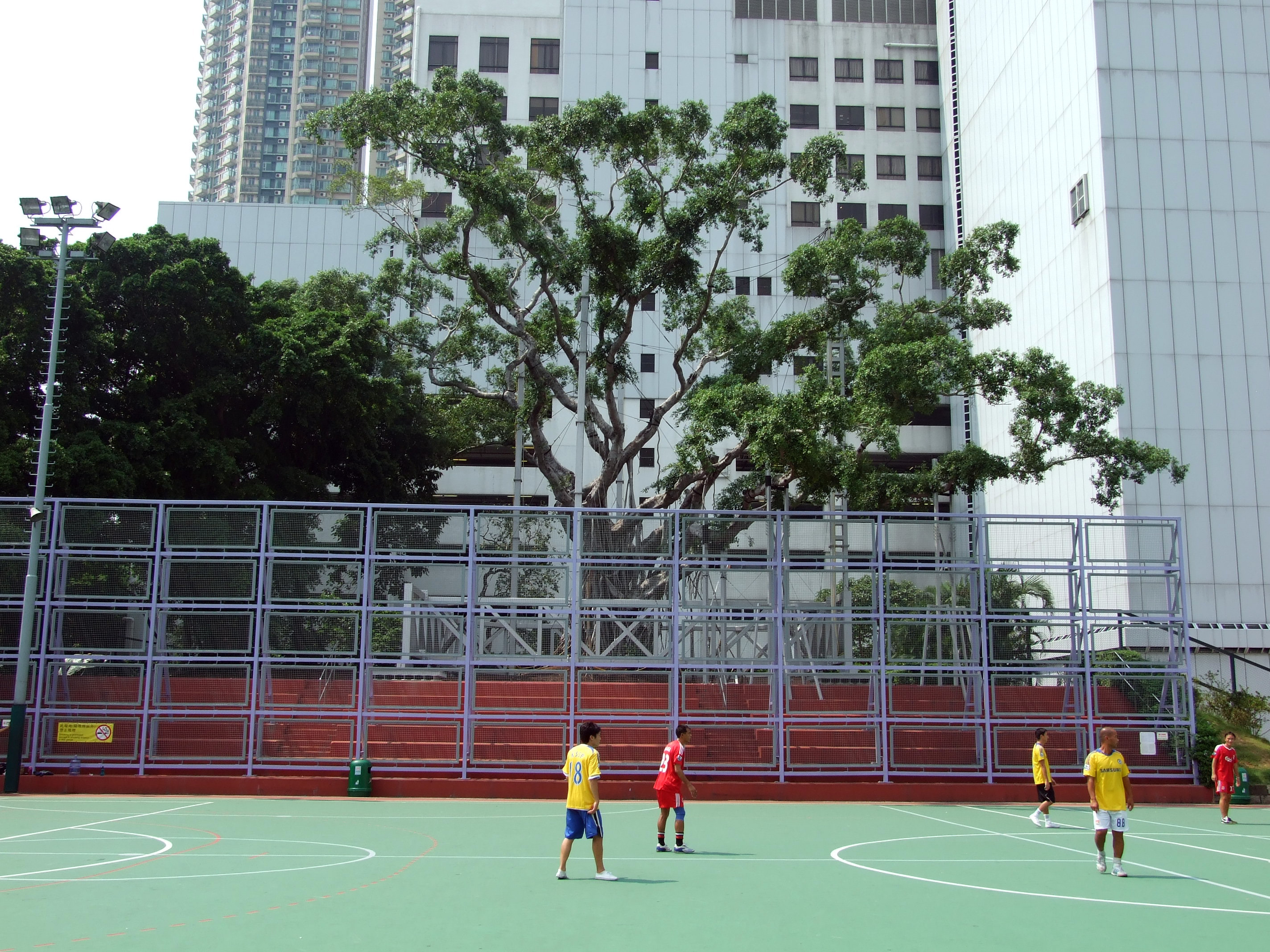
2009年榕樹王的狀態
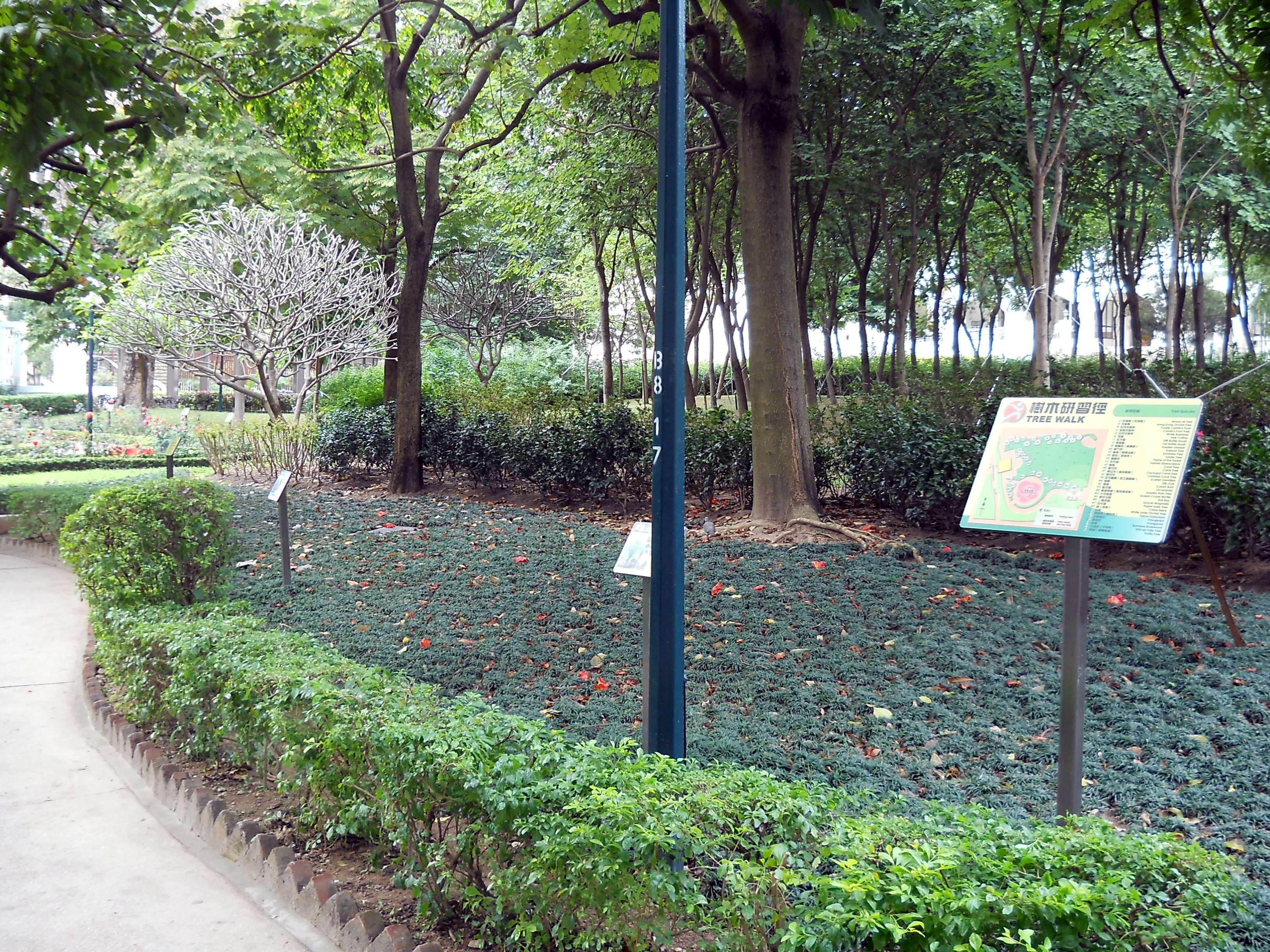
九龍公園樹木研習徑

## 未來發展

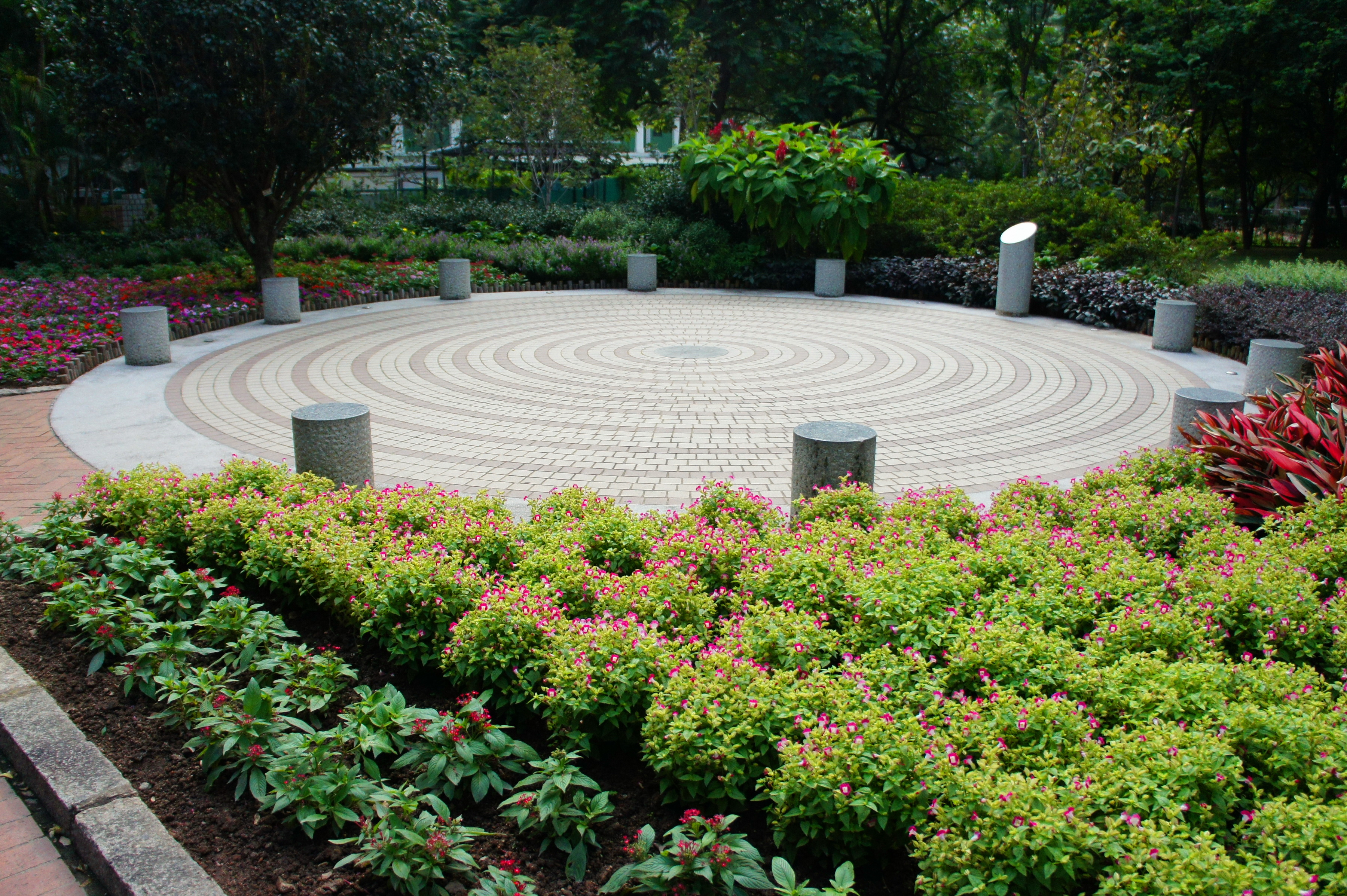
被納入建議發展範圍的回歸十年紀念園

香港特區政府在2014年起已研究在九龍公園進行地下空間發展，並認為公園地底有條件發展一個全天候的地下行人網絡，接通尖沙嘴站與尖東海旁、西九文化區及高鐵西九龍站等。政府建議興建最多4層的地下空間，並指出公園涉及3個可具發展地下空間潛力的區域，分別位於現時廣場、九龍公園游泳池至兒童遊樂場一帶；迷宮、湖心亭至鳥湖一帶的核心位置，以及貼近九龍公園徑的瑰麗花園和回歸十年紀念園一帶。在2019年的方案中，政府建議在九龍公園建造一个多用途的地下空間，內設全天候和無障礙的地下行人網絡，亦提供多元設施，例如社區空間、零售、餐飲和泊車設施等，以回應地區的迫切需求，並優化地下空間的使用。立法會議員田北辰期望把地下街項目打造成香港品牌推廣區，並相信若地下街規劃得宜，既能為香港經濟帶來正面影響，也能帶動香港品牌的發展。然而，有環保團體認為地下街工程涉及大規模挖掘，公園可能需局部封閉多年，樹木被砍伐，嚴重影響園內物種及市民休憩，要求撤回計劃。

## 交通
九龍公園位於尖沙嘴，遊人可經由港鐵尖沙咀站A1出口、佐敦站C1出口或柯士甸站F出口到達九龍公園；另外，九龍公園對出的彌敦道和柯士甸道有不少巴士、小巴路線途經，遊人可乘搭相關交通，在九龍公園附近下車再步行前往。